# Episodi di Due come noi (quarta stagione)
La quarta stagione della serie televisiva Due come noi è stata trasmessa in anteprima negli Stati Uniti d'America dalla CBS tra il 12 settembre 1990 e l'8 maggio 1991.
| nº | Titolo originale               | Titolo italiano | Prima TV USA      | Prima TV Italia |
| -- | ------------------------------ | --------------- | ----------------- | --------------- |
| 1  | God Bless the Child            |                 | 12 settembre 1990 |                 |
| 2  | The Tender Trap                |                 | 19 settembre 1990 |                 |
| 3  | Exactly Like You               |                 | 26 settembre 1990 |                 |
| 4  | 'Round Midnight                |                 | 3 ottobre 1990    |                 |
| 5  | Only You                       |                 | 24 ottobre 1990   |                 |
| 6  | My Boy Bill                    |                 | 31 ottobre 1990   |                 |
| 7  | More Than You Know             |                 | 7 novembre 1990   |                 |
| 8  | Night and Day                  |                 | 14 novembre 1990  |                 |
| 9  | Goodbye (Part 1)               |                 | 28 novembre 1990  |                 |
| 10 | Goodbye (Part 2)               |                 | 28 novembre 1990  |                 |
| 11 | I Know That You Know           |                 | 12 dicembre 1990  |                 |
| 12 | Let's Call the Whole Thing Off |                 | 2 gennaio 1991    |                 |
| 13 | I May Be Wrong                 |                 | 9 gennaio 1991    |                 |
| 14 | Daddy's Home                   |                 | 6 febbraio 1991   |                 |
| 15 | I'm Gonna Live Till I Die      |                 | 13 febbraio 1991  |                 |
| 16 | Pretty Baby                    |                 | 27 febbraio 1991  |                 |
| 17 | I Cover the Waterfront         |                 | 6 marzo 1991      |                 |
| 18 | You Don't Know Me              |                 | 13 marzo 1991     |                 |
| 19 | It Never Entered My Mind       |                 | 20 marzo 1991     |                 |
| 20 | Second Time Around             |                 | 3 aprile 1991     |                 |
| 21 | I'd Do Anything                |                 | 10 aprile 1991    |                 |
| 22 | We'll Meet Again               |                 | 24 aprile 1991    |                 |
| 23 | It's a Sin to Tell a Lie       |                 | 1º maggio 1991    |                 |
| 24 | Nevertheless                   |                 | 8 maggio 1991     |                 |